# (261) Prymno
(261) Prymno est un astéroïde de la ceinture principale découvert par C. H. F. Peters le 31 octobre 1886.